# Liste de peintures de Mohammed Khadda

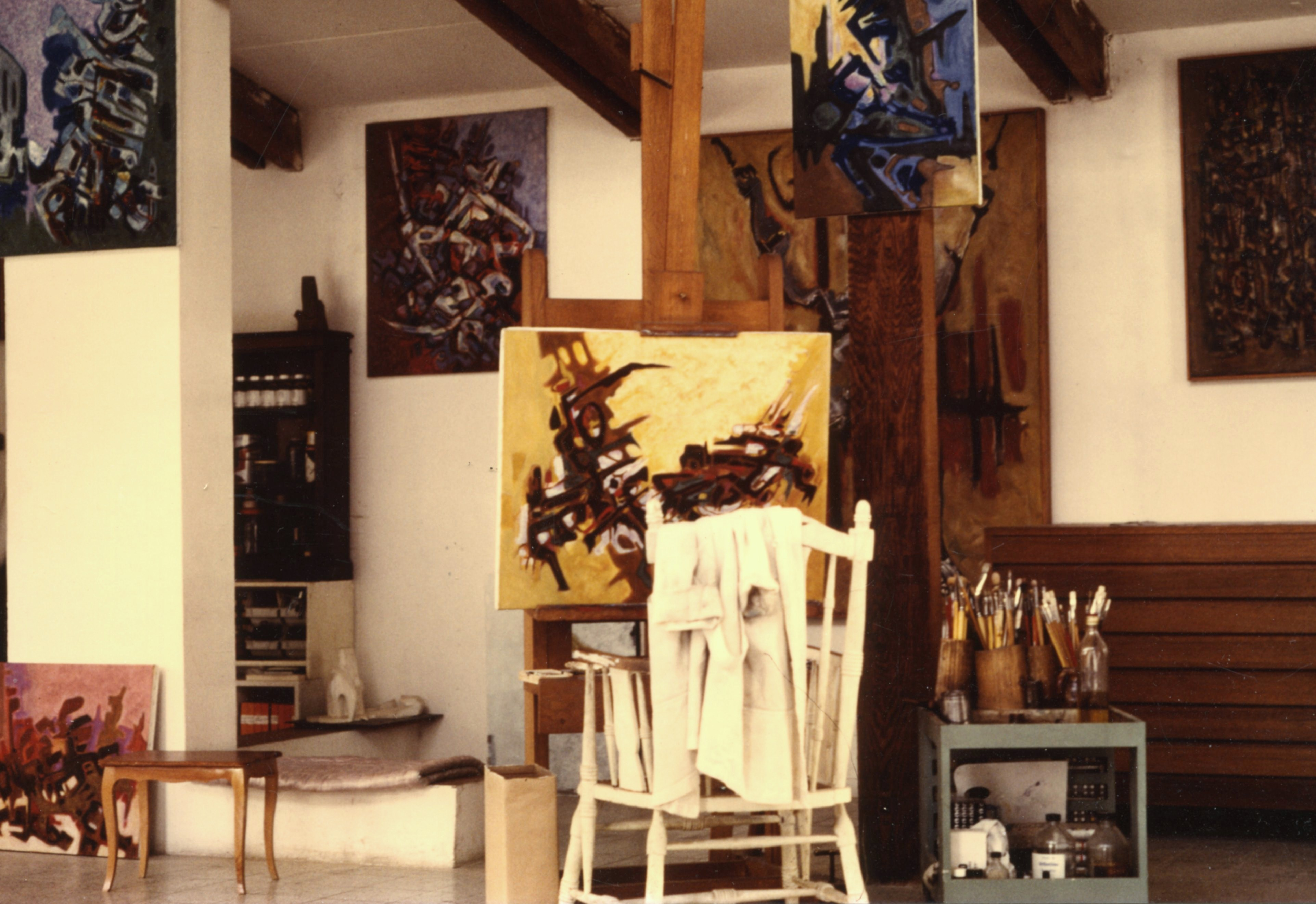
L'atelier de Mohammed Khadda à Alger en 1986.

Cet article dresse la liste des peintures de Mohammed Khadda.

## Liste non exhaustive des peintures (huile sur toile)
- 1954

Saisons II, 52 × 63 cm, ancienne collection Abdallah Benanteur ; Contemporary Art Platform, Koweït
Haleine du Sahara; Aube; c. 1954
- 1958

Méridien 0, 100 × 81 cm
Sans titre, 38 × 55 cm
Sans titre, 54 × 65 cm
- 1959

Dahra, 116 × 89 cm
Filet, 81 × 65 cm
Le Filet, 55 × 46 cm, ancienne collection Geneviève Rodis-Lewis
La Manifestation, 65 × 81 cm, ancienne collection Geneviève Rodis-Lewis
Terre IV, 38 × 46 cm
Totem, 120 × 60 cm, Musée national des beaux-arts d'Alger
Frontière
- 1960

Bateaux, 54 × 65 cm
Hommage à Maurice Audin, 195 × 130 cm, Musée national des beaux-arts d'Alger
Kabylie, 114 × 162 cm, Institut du monde arabe, Paris
Sans titre, 14,5 × 20 cm
Jeu d'échecs, 19 × 24 cm
Manifestation, vers 1960-1965, 65 × 81 cm; ancienne collection Hermine Chastanet
Ciel et champs; Territoire, Signes
Montagnes vivantes; Sahara envahissant; Légende usée; Mémoire; Saison; Point du jour; Mélopée; c. 1960
Sans titre, vers 1960-1962, 92 × 73 cm; ancienne collection Robert Llorens
- 1961

Dahra II, 60 × 120 cm, Musée national des beaux-arts d'Alger
Trame pour une légende, 46 × 33 cm
Bivouac, 90 × 100 cm, Musée national des beaux-arts d'Alger
- 1963

Chardons, 46 × 27 cm
Moissons, 55 × 46 cm
Moissons, 81 × 65 cm, ancienne collection Abderrahmane Kaki
Afrique avant 1, 65 × 81 cm, ancienne collection Mustapha Kaïd ; Paris, Institut du monde arabe (Donation Claude & France Lemand)
- 1964

Alphabet libre, 100 × 81 cm, Musée national des beaux-arts d'Alger
Atlas, 73 × 92 cm
Gestes, 60 × 81 cm, ancienne collection Geneviève Rodis-Lewis
Le Camp, 65 × 92 cm
Sahel, vers 1964, 65 × 81 cm, Paris, Centre national des arts plastiques, inventaire : FNAC 28613
- 1965

Printemps dans la vallée, 73 × 92 cm, Ministère du Tourisme, Alger
Silex éclaté, 92 × 73 cm
Terres vives, 50 × 61 cm
- 1966

Chuchotement, 46 × 33 cm
Pierres et ronces, 81 × 100 cm
Simoun 73 × 60 cm
- 1967

Automne, 81 × 60 cm, Société nationale de sidérurgie, El Hadjar
Corail, 61 × 50 cm
Mécanisme d'une vague, 61 × 50 cm
Soleil d'août, 81 × 100 cm, Ambassade d'Algérie à Bonn
Souche, 50 × 61 cm, Ministère du Tourisme, Alger
Sans titre, 100 × 81 cm
- 1968

Capricorne, 46 × 33 cm
Chant des Hauts-Plateaux, 73 × 92 cm, Compagnie Nationale Algérienne de Navigation, paquebot El Djazaïr
Haleine des steppes, 81 × 100 cm, Ambassade d'Algérie à Lima
L'Appel et l'écho, 89 × 116 cm, Ambassade d'Algérie à Varsovie
L'étudiant, 162 × 130 cm, Musée national des beaux-arts d'Alger
Torture ou Martyre, 162 × 130 cm
Méridien 0, 92 × 73 cm
Mouvement du Guebli, 91 × 60 cm, Armée Nationale Populaire, Blida
Oued Rmel I, 61 × 50 cm
Terre VI, 50 × 61 cm
- 1969

Annonce du printemps, 92 × 65 cm, Armée nationale populaire46 × 33 cm, Blida
Comme un bateau épousant la mer, 61 × 50 cm
Germination, 65 × 54 cm
La grande menace, 61 × 46 cm, Siège du F.L.N., Alger
Matinale pour N., 27 × 35 cm
Oliviers-nerfs, 60 × 73 cm
Portée de ceps, 27 × 35 cm
Procession 100 × 81 cm, Consulat général d'Algérie à Paris
Ravines 81 × 65 cm, Société nationale de sidérurgie, El Hadjar
Singulier 81 × 65 cm
Talisman rouge pour exorciser les phantoms, 130 × 162 cm
Vent sur la plaine, 24 × 65 cm, Ambassade d'Algérie à Madrid
- 1970

Anatomie d'un olivier, 61 × 50 cm
Carcasse, offert par l'Algérie à Fidel Castro
Esquisse d'un olivier, 81 × 65 cm
Frontière, 54 × 73 cm, offert par l'Algérie à Fidel Castro
Icare triomphant, 92 × 65 cm
J'ai pour totem la paix, 116 × 81 cm, Musée national des beaux-arts d'Alger
Le Lierre et l'olivier, 73 × 60 cm
Les Taudis ne se ravalent pas, 33 × 46 cm
Métamorphoses de l'olivier, 73 × 60 cm, Ministère des Affaires étrangères, Alger
Olivier blanc, 73 × 60 cm
Oliviers foudroyés, 89 × 130 cm
Quartier périphérique, 73 × 92 cm
Sable, silence, soleil, 46 × 33 cm
Trame pour un conte d'enfants, 46 × 33 cm, A.P.C. d'Alger
Rythmes africains, 100 × 81 cm
Ravines, 34 × 18 cm
Parc sur les ruines d'une prison, c. 1970
Éclaircie, c. 1970
Crépuscule, c. 1970
- 1971

B 26 contre le printemps, 81 × 65 cm
Gesticulation, 35 × 27 cm
Les Sables n'ont pas de mémoire, 73 × 60 cm
Repères pour une plaine, 65 × 54 cm, Société Nationale de Sidérurgie, Alger
Sève aboutie, 81 × 65 cm, Ambassade d'Algérie à Paris
- 1972

Couple végétal, 116 × 89 cm
Oliviers gisants, 65 × 81 cm, Consulat général d'Algérie à Paris
Roches assiégées, 50 × 61 cm
Toujours la terre s'offre aux semailles, 162 × 130 cm
Vol de signes, 65 × 54 cm
Confluent, ancienne collection Hédi Nouira, Tunis
Ronces rouges et roses
- 1973

Au terme de la moisson, 73 × 60 cm
Blue note, 55 × 46 cm
Chaleur éclairante 50 × 61 cm
Chemins contrariés, 54 × 65 cm, Ambassade d'Algérie à La Havane
Damas, fines lames, 73 × 60 cm, Ministère du Tourisme, Alger
Diwan pour El Wassiti, 54 × 73 cm
Écho, 46 × 55 cm
Geste clair, 65 × 54 cm, Société nationale de Sidérurgie, El Hadjar
Je te dédicace la mer, 46 × 55 cm
Les Oliviers, la Méditerranée, 89 × 116 cm, Ambassade d'Algérie à Moscou
Lettre d'Afrique, 73 × 60 cm
Lyres croisées, 46 × 38 cm, Société nationale de Sidérurgie, Alger
Mur d'enfants, 33 × 46 cm
Olivier-sirène, 65 × 81 cm
Rumeurs du port, 73 × 92 cm
Signe-envol ou Signe clair 41 × 33 cm, Société nationale de Sidérurgie, Alger
Signe moissons, 35 × 27 cm
Signe sécheresse, 41 × 33 cm
Tendre, féconde comme l'humus des plaines, 55 × 46 cm
Vent du Sud, 130 × 162 cm, Représentation algérienne à Genève
Rythmes africains, 73 × 54 cm
- 1974

Anatomie d'un olivier II, 50 × 61 cm
Brise sur l'estuaire 100 × 73 cm
Ronces rouges II, 65 × 81 cm (modification de Odalisque, 1968)
Ville frontière menacée, 61 × 50 cm
- 1975

Agression Tel Ez Zaatar, 73 × 60 cm
Automne, 100 × 81 cm, Ministère des Affaires étrangères, Alger
Buisson, 92 × 65 cm, Ministère des Affaires étrangères, Alger
Fragment d'olivier, 50 × 61 cm, Ministère de Affaires étrangères, Alger
Souche, 50 × 61 cm
- 1976

Bijou, 46 × 33 cm
Le Dit du scribe, 46 × 33 cm
Olivier-aube ou Olivier vert olive, 92 × 65 cm
Olivier et ronces, 65 × 92 cm
Reflets et ronces, 54 × 81 cm
- 1977

Carrefour, 33 × 46 cm
Écriture, 33 × 46 cm
Ils tissent des barbelés, 55 × 46 cm, Barjeel Art Foundation, Sharjah, Émirats arabes unis
Lettres de Koufa I, 146 × 89 cm
Lettre du bord de l'eau, 54 × 65 cm
- 1978

Automne, 100 × 89 cm
Esquisse pour le Guergour, 50 × 61 cm
- 1979

Calcaire exhumé ou Guergour, 89 × 146 cm
Lettres de Koufa II, 89 × 146 cm
Ronces, 55 × 46 cm
Village suspendu, 73 × 60 cm
Banderole pour le Chili ou Révolution, 130 × 162 cm,  Paris, Institut du monde arabe (Donation Claude & France Lemand)
- 1980

Écrire la ville, 41 × 27 cm
La Lettre et le chant, 92 × 60 cm
Mémoire-clairière, 146 × 89 cm
Nœud couleur d'automne, 65 × 54 cm
Olivier calciné, 46 × 33 cm
Oued Rmel II, 73 × 60 cm, ancienne collection Claude & France Lemand
Plaine dévastée, 73 × 60 cm
Rythmes africains II, 73 × 54 cm
Sur l'olivier ou Olivier-aube, 65 × 54 cm
Signes sur sable, 54 × 65 cm
- 1981

Collier de signes, 81 × 60 cm, Ambassade du Danemark à Alger
Plage, 30 × 60 cm
Repères, 41 × 27 cm
Rives du Jourdain, 73 × 60 cmMinistère de l'Intérieur, Alger
Signe bleu, 41 × 27 cm
Tatouage, 41 × 27 cm
- 1982

À la brisure des roches, 61 × 50 cm
Banderoles pour Beyrouth, 65 × 81 cm
Comme un bateau épousant la mer II, 65 × 92 cm
Les qasbahs ne s'assiègent pas, 1962-1982, 122 × 244 cm, Musée national des beaux-arts d'Alger
Oued Chlef, 73 × 50 cm
Solstice d'été, 92 × 65 cm
Taillis, 73 × 60 cm
- 1983

Calme midi, 65 × 54 cm
Cascade, 73 × 60 cm
Été africain, 100 × 81 cm, Ministère de l'Intérieur, Alger
Saisons fiancées, 81 × 65 cm
Mur d'enfants, 33 × 46 cm
Signes obliques, 33 × 41 cm
- 1984

L'Appel et l'écho II, 81 × 100 cm
Olivier écorché, 73 × 92 cm
Sans titre, 41 × 33 cm
- 1985

Bruissements du sol, 81 × 65 cm
Calligraphie des algues, 81 × 100 cm
Femme et cactus, 100 × 81 cm
- 1986

Conte d'Orient, 92 × 65 cm
Écrits au jour, 54 × 65 cm
Été flamboyant, 92 × 73 cm
Psalmodie pour un olivier, 65 × 92 cm, Paris, Institut du monde arabe (Donation Claude & France Lemand)
Olivier écorché, 60 × 73 cm
- 1987

Acanthes en sud, 146 × 114 cm, Siège de l'OUA
Allée des citronniers, 92 × 73 cm
Aux sources du sel, 100 × 81 cm
Icare, 81 × 65 cm
Litanie de pierres ou Palabre des pierres, 92 × 65 cm
Pièges, 84 × 116 cm
Roches et ronces I ou Ronces et roches, 130 × 162 cm
Roches et ronces II, 130 × 162 cm, Dalloul Art Foundation, Beyrouth
Pierres suspendues, 92 × 65 cm
Sables, 65 × 81 cm
- 1988

Aloès, 100 × 81 cm
Village suspendu, 65 × 54 cm
Réminiscence, 97 × 130 cm, Dalloul Art Foundation, Beyrouth
Rendez-vous des pêcheurs, 92 × 73 cm
Ligne de démarcation, 60 × 81 cm
- 1989

A l'entour des pierres ou Dialogues de pierres, 81 × 60 cm
Campement, 130 × 97 cm
Chapelet de pierres, 54 × 65 cm
Carrefour, 116 × 89 cm, Dalloul Art Foundation, Beyrouth
Delta, 89 × 116 cm
Faille fertile, 130 × 97 cm
Feu ami, 130 × 97 cm
Palimpseste, 100 × 81 cm, Dalloul Art Foundation, Beyrouth
Remparts de Koufa, 97 × 130 cm, Dalloul Art Foundation, Beyrouth
Sahel sous le vent, 89 × 116 cm, Paris, Institut du monde arabe (Donation Claude & France Lemand)
Dialogue des pierres, 92 × 65 cm
Simoun exhibant la légende, 81 × 65 cm
- 1990

Arbre et bête équarris, 81 × 116 cm
Au cadran des saisons, 89 × 146 cm
Brumes du nord, 62 × 45 cm
Clairière aux vanneaux, 73 × 54 cm
Dérive des pierres, triptyque, 92 × 73 cm x 3
Eaux mêlées, 89 × 146 cm
Enjamber la faille, 54 × 73 cm
Passage du gué, 54 × 73 cm
Icare et Dédale, 65 × 46 cm
Falaises, acrylique
Maghreb déployé, 1965-1990, 66 × 205 cm (modification de Oppression, c. 1965)
Sous-bois, 92 × 65 cm
Signes obliques, 33 × 46 cm,}
Traces du sel, 46 × 61 cm,
Sans titre ou Symphonie inachevée I, toile inachevée, 100 × 81 cm
Sans titre ou Symphonie inachevée II, toile inachevée, 100 × 81 cm
Sans titre ou Symphonie inachevée II, toile inachevée, 61 × 46 cm

## Bibliographie

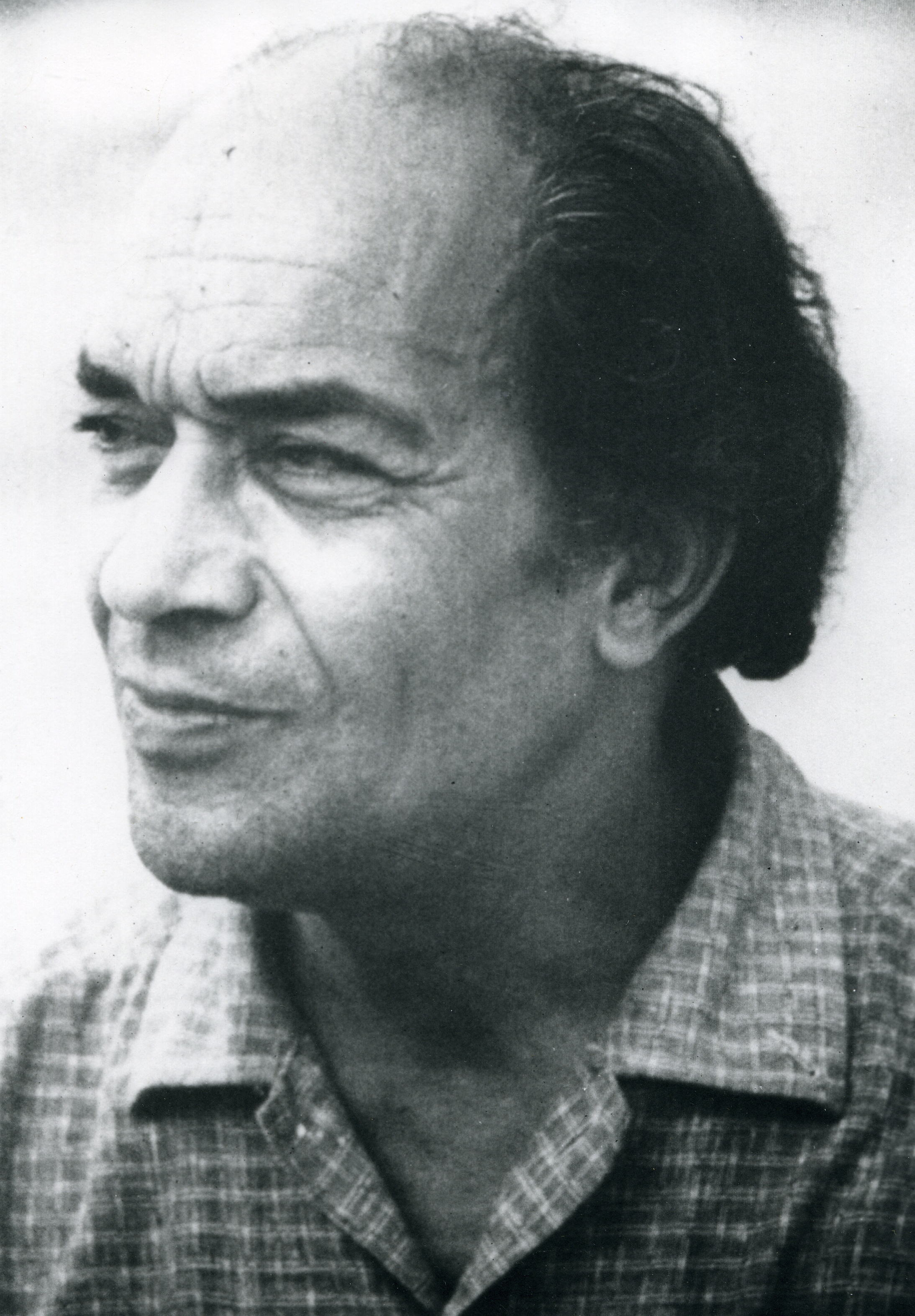
Mohammed Khadda, vers 1981

### Monographie
- Michel-Georges Bernard, Khadda, Alger, ENAG Éditions, 2002, 262 p.  (ISBN 9961 62 300-2). .

### Catalogues
- Khadda (textes de M. I. Abdoun, Malek Alloula, Naget Belkaïd, Michel-Georges Bernard, Rachid Boudjedra, Anna Gréki, Bachir Hadj Ali et Jean Sénac), Musée national des beaux-arts d'Alger, 1983.
- Khadda, (texte de Michel-Georges Bernard), Centre culturel algérien, Paris, 1992.
- Khadda, Collection du Musée National des Beaux-Arts (textes de Malika Bouabdallah), 1992.
- Khadda, 1930-1991 (introduction de B. Epin, textes de M.-G. Bernard, M. Dib et P. Siblot, témoignages de P. Balta, D. Brahimi, R. Fayolle, M. Gadant, F. Madray-Lesigne, F. Liassine, C. et M. Touili, G. Rodis-Lewis), Château de Saint-Ouen, Forum culturel du Blanc-Mesnil, 1994.
- Khadda, Paris, Institut du monde arabe, 1996  (ISBN 2-906062-89-8).
- Mohammed Khadda, 1991-2001 (préface de D. Mahammed-Orfali, texte de M.-G. Bernard), Alger, Musée National des Beaux-Arts, 2001.
- Khadda, dix ans après (préfaces de Naget Belkaïd-Khadda et Michel-Georges Bernard), Paris, Centre Culturel Algérien, 2001.
- Khadda (texte de Michel-Georges Bernard), Paris, UNESCO, 2003.
- Mohammed Khadda, Florilège (textes de Khalida Toumi, Dalila Orfali-Mahammed, Naget Khadda et nombreux extraits), Alger, Musée national des beaux-arts d'Alger, 2006 130 p..